# 區區食落好路線
《區區食落好路線》是香港電視廣播有限公司2006年製作的旅遊飲食節目，由林莉，李雨陽主持。節目由九龍巴士特約冠名贊助。
在節目中除介紹香港各地區菜式外，亦介紹各地區旅遊景點，交通路綫等。